# Готьє Боккар
Готьє Боккар (фр. Gauthier Boccard, нар. 26 серпня 1991, Уккел, Бельгія) — бельгійський хокеїст на траві, срібний призер Олімпійських ігор 2016 року.

## Виступи на Олімпіадах
| Олімпіада           | Дисципліна     | Місце |
| ------------------- | -------------- | ----- |
| Лондон 2012         | хокей на траві | 5     |
| Ріо-де-Жанейро 2016 | хокей на траві | 2     |

## Зовнішні посилання
- Готьє Боккар — олімпійська статистика на сайті Sports-Reference.com (англ.) (архівна версія)